# ゴールデン・サウンド
グランド・ショー『ゴールデン・サウンド』は宝塚歌劇団によって制作された舞台作品。22場。星組公演。公演期間は1973年12月5日から12月23日まで。併演は『浮舟と薫の君』。参考資料は60年史別冊。

## スタッフ
- 作・演出：小原弘亘
- 作曲：中井光晴・入江薫・中元清純・吉崎憲治
- 編曲：中井光晴・入江薫・中元清純・吉崎憲治・中野潤二
- 編曲・音楽指揮・合唱指導：橋本和明
- 振付：岡正躬・喜多弘・山田卓
- 装置：石浜日出雄
- 衣装：任田幾英
- 照明：今井直次
- 小道具：上田特市
- 効果：川ノ上智洋
- 音響監督：松永浩志
- 演出助手：太田哲則・南明・村上信夫
- 制作：野田浜之助

## 主な配役
- 雪の青年：鳳蘭
- 歌う愛の男、思い出の青年：安奈淳
- 歌う愛の女、思い出の娘：大原ますみ
- バラの歌手：大空美鳥
- バラの男：但馬久美
- バラの女：羽山紀代美
- 歌うバラの男：三代まさる
- 歌うバラの女：衣通月子・沢かをり

（ほか各組からゲスト交代出演）